# Konulus

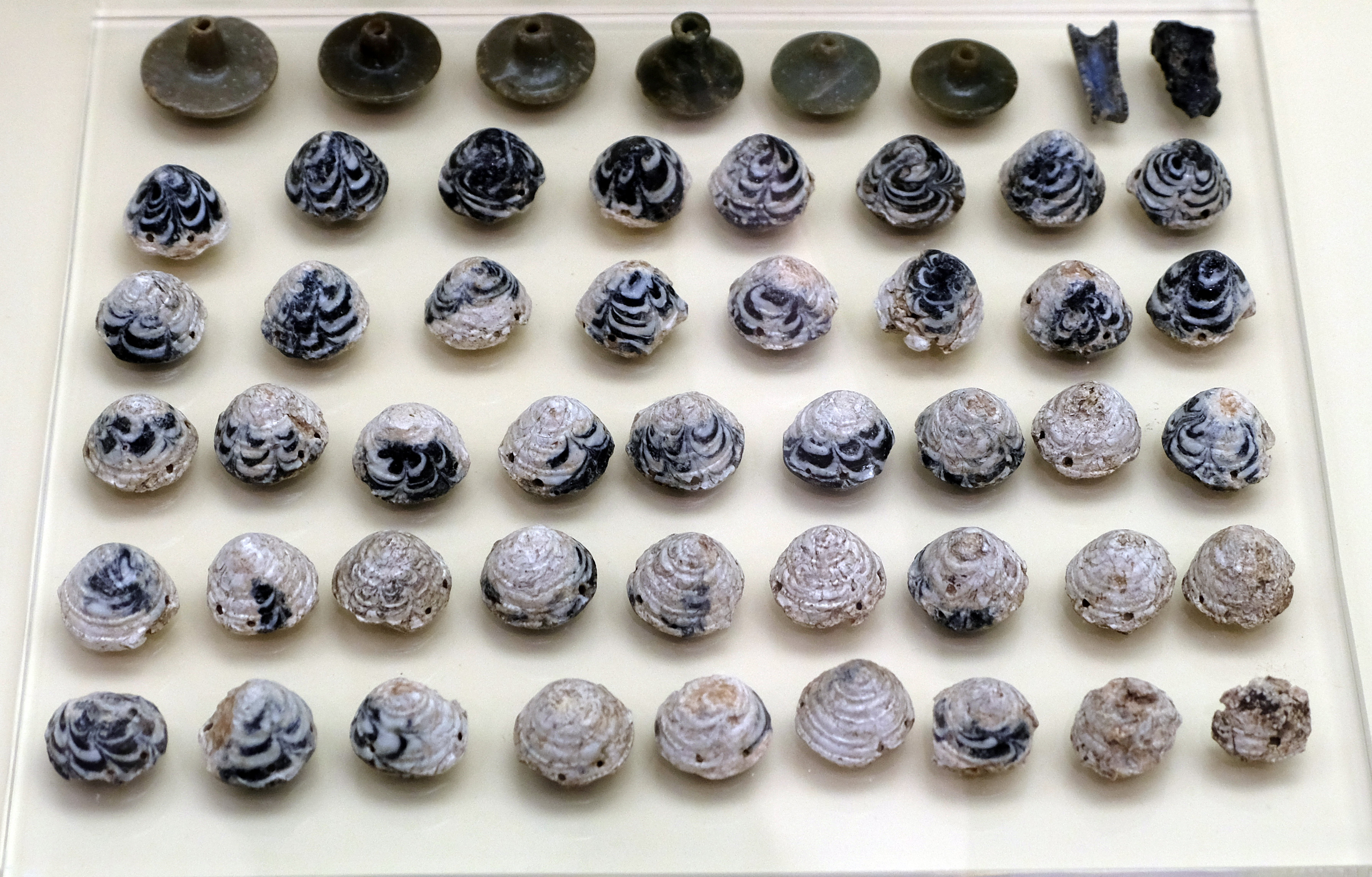
Konuli aus Glas und Steatit aus dem Raum mit dem Fresko-Komplex in Mykene

Als Konulus (lat. Conulus = kleiner Konus) wird ein kleines, durchbohrtes, konische Objekt bezeichnet, das oftmals in mykenischen Gräbern entdeckt wird. Der Zweck dieser Konuli konnte bisher noch nicht eindeutig geklärt werden.

## Beschreibung
Die Konuli bestehen meist aus Ton oder weichem Stein. Die steinernen Konuli wurden meist aus Steatit gefertigt. Man fand aber auch vereinzelt Exemplare aus Schiefer, Mergel oder Sandstein. Selten findet man Varianten aus Knochen, Elfenbein, Bernstein, Bergkristall oder Glaspaste. Sie sind meist rund und in der Mitte durchbohrt. Man unterteilt sie in folgende Formen: bikonisch, pilzförmig, konisch, konisch mit konkaver Basis (in Form von Papyrusdolden), mit Schaft und scheibenförmig (T-förmig). Die größten Konuli haben einen Durchmesser von 30 mm, eine Höhe von 21 mm und ein Gewicht von 22 g und die kleinsten haben einen Durchmesser von 12,5 mm, eine Höhe von 8,5 mm und wiegen nur 0,62 g. Die Mehrzahl der Konuli misst 24–25 mm im Durchmesser, ist 15 mm lang und wiegt 8–9 g. Meist ist die ihre Oberfläche glatt, jedoch nur selten poliert. Oftmals sind noch Kratzer, die von dem Werkzeug oder dem Schleifmittel stammen, vorhanden.
Die ältesten stammen aus SH I–II (16.–15. Jahrhundert v. Chr.) und sind bikonisch oder konisch und wurden aus Ton hergestellt. Erst ab SH III (Ende des 15. Jahrhunderts v. Chr.) treten Konuli aus Stein auf. Zu SH III A1 erscheinen konische mit konkaver Basis und zu SH III A2 (14. Jahrhundert v. Chr.) konische mit Schaft. Aus diesen entwickeln sich zu SH III B (13. Jahrhundert v. Chr.) scheibenförmige Konuli. Die neuen Formen ersetzten die alten Formen nicht, sondern traten zusätzlich auf.

## Zweck
Die ersten Ausgräber im 19. Jahrhundert bezeichneten die Konuli als Webgewichte oder Spinnwirtel. Christos Tsountas, der 160 Konuli in einem Grab in Mykene fand, vermutete, dass es sich um Knöpfe handeln könnte. Spyros Iakovidis wiederum identifizierte sie als Gewichte, die am Rocksaum oder dem Gürtel bei der Tracht von Frauen angebracht waren. Sie werden auch als Gewichte von Vorhängen und als Elemente von Halsketten angesehen.
Bei den frühen Ausgrabungen wurden die Konuli nicht weiter beachtet und wurden nur unter den Funden aufgezählt, ohne ihre genau Lage aufzuzeichnen. Bei späteren Grabungen wurden sie nur selten in ungestörter Lage vorgefunden. So wurden meist in Gräbern, wenn ein weiteres Begräbnis im Grab abgelegt wurde, die Grabbeigaben des Vorgängers zur Seite geschoben oder entfernt. Auch in späterer Zeit wenn die Gräber wiederentdeckt wurden, wurde die Lage der Beigaben gestört. So fanden sich nur wenige Gräber, in denen die Konuli noch an ihrem ursprünglichen Ort lagen. In Grab II von Berbati fand man ein Konulus auf dem Brustkorb des Verstorbenen. Ob es sich hierbei um eine ungestörte Lage handelt, ist nicht gewiss. Auf dem Deiras in Argos fand man zwei Gräber mit jeweils einer Bestattung und einem Konulus. In Grab 21bis lag der Konulus neben dem Bein des Verstorbenen und in Grab 27 unter dem linken Fuß. Auf dem Friedhof von Perati fand man in Grab 16 die Überreste einer Frau. Das Dach des Grabes war kurz nach der Bestattung eingestürzt und so die Lage der Beigaben vor Veränderung geschützt. 11 Konuli fand man in einer Linie unter und über dem Schienbein der Toten. In Grab 103 des Friedhofs von Aidonia fand man einen Leichnam, der von Konuli aus verschiedenen Gesteinsarten umgeben war. Man vermutet, dass es sich bei diesen Konuli um Gewichte für Kleidung oder ein Leichentuch handelte.
Die Analyse der Grabbeigaben auf verschiedenen mykenischen Friedhöfen ergab, dass nicht jedes Begräbnis mit einem Konulus versehen war. Auch die Anzahl pro Grab schwankt stark von einem bis 160 Stück. Konuli wurden nicht nur in Schacht-, Kammer- und Tholosgräbern entdeckt, sondern auch in Siedlungen, Zitadellen, Wohnhäusern und Palästen. Viele Konuli fand man zum Beispiel im Raum mit dem Fresko-Komplex und im Haus des Elfenbeins in Mykene. Heute geht man davon aus, dass die Konuli verschiedenen Zwecken dienten. So sind die kleinen Konuli zu leicht um als Spinnwirtel zu dienen. Sie haben auch oft eine zu kleine Bohrung um die Spindel aufzunehmen.